# Cleome torticarpa
Cleome torticarpa là một loài thực vật có hoa trong họ Màng màng. Loài này được H.H.Iltis & T.Ruíz mô tả khoa học đầu tiên năm 1997 publ. 1998.